# Méson rho
Em física das partículas, rho (ρ) é o terceiro méson mais leve depois dos píons e os káons, tendo uma massa de aproximadamente 770 MeV. Possui três estados: ρ+, ρ0 e ρ-, de modo que uma pequena diferença entre ρ+ e o ρ0 pode ser atribuída à energia eletromagnética da partícula, bem como um pequeno efeito devido a quebra do isospin decorrentes das massas dos quarks leves. No entanto, o limite experimental atual mostra que a diferença de massa é inferior a 0,7 MeV.
Eles têm uma vida muito curta, sua largura de decaimento é cerca de 145 MeV. A rota principal de decadência de um méson rho é um par de píons com uma taxa de ramificação de 99,9%, um rho neutro pode decair em um par de elétrons ou múons, que tem uma taxa de ramificação de 5 × 10−15, essa decadência de rho para léptons pode ser interpretada como uma mistura entre fóton e rho.
| Nome:             | Símbolo | Antipartícula (símbolo) | Quark constituinte                                                       | massa de repouso (MeV/c2) | IG | JPC | S | C | B' | vida média (s) | Decai geralmente para: |
| ----------------- | ------- | ----------------------- | ------------------------------------------------------------------------ | ------------------------- | -- | --- | - | - | -- | -------------- | ---------------------- |
| Méson Rho cobrado | p+(770) | p-(770)                 | {\displaystyle \mathrm {u{\bar {d}}} \,}                                 | 775,4 ± 0.4               | 1+ | 1−  | 0 | 0 | 0  | ~4,5 × 10−24   | π± e π0                |
| Méson Rho neutro  | p0      | ele mesmo               | {\displaystyle \mathrm {\tfrac {u{\bar {u}}-d{\bar {d}}}{\sqrt {2}}} \,} | 775,49 ± 0,34             | 1+ | 1−  | 0 | 0 | 0  | ~4,5 × 10−24   | π+ e π-                |